# La Gineta
La Gineta es un municipio español situado al sureste de la península ibérica, en la provincia de Albacete, dentro de la comunidad autónoma de Castilla-La Mancha. Se encuentra en la comarca de la Mancha Alta Albaceteña, a 18 km de la capital provincial, junto a la autovía de Alicante (A-31). Cuenta con 2.548 habitantes (INE, 2020). Su nombre recuerda al de la gineta, mamífero carnívoro con el nombre científico de Genetta genetta.

## Geografía
Está integrada en la comarca de Mancha del Júcar, que realmente es una subcomarca de La Mancha en la provincia de Albacete en el territorio circundante al río Júcar. Así, La Gineta se ubica cerca del antiguo cauce del río Júcar, al sur de la curva que forma dicho río que hace que se desvíe hacia el Mar Mediterráneo en vez de seguir hacia el océano Atlántico (a través del río Guadiana). 
Se encuentra situada a 18 kilómetros de la capital albaceteña por la autovía A-31 que une el centro peninsular con el Levante español. Es el origen de la carretera autonómica CM-220 que une Albacete con Cuenca. El relieve del municipio es predominantemente llano con alturas que rondan los 700 metros sobre el nivel del mar pero que descienden levemente hacia el norte por la pequeña depresión que provoca el río Júcar. El pueblo se alza a 690 metros sobre el nivel del mar. 
| Noroeste: Montalvos      | Norte: Tarazona de La Mancha, Albacete | Noreste: Albacete |
| Oeste: La Roda, Albacete |                                        | Este: Albacete    |
| Suroeste: Albacete       | Sur: Albacete                          | Sureste: Albacete |

## Geografía humana

### Demografía
Cuenta con una población de 2635 habitantes (INE 2024).
| Gráfica de evolución demográfica de La Gineta entre 1842 y 2021                                                       |
| |
| Población de derecho según los censos de población del INE. Población de hecho según los censos de población del INE. |

Si en la década de 1950 y posteriores hubo una corriente emigratoria significativa, sobre todo hacia Valencia, Cataluña y Madrid, desde principios del siglo XXI se aprecia un cierto retorno de personas que desean establecer su hogar en el pueblo del que habían marchado un día. También hay población nueva atraída por motivos laborales.
| 2043          | 2052 | 2072 | 2081 | 2114 | 2141 | 2189 | 2252 | 2494 | 2532 | 2509 | 2457 |
| (Fuente: INE) |      |      |      |      |      |      |      |      |      |      |      |

### Economía

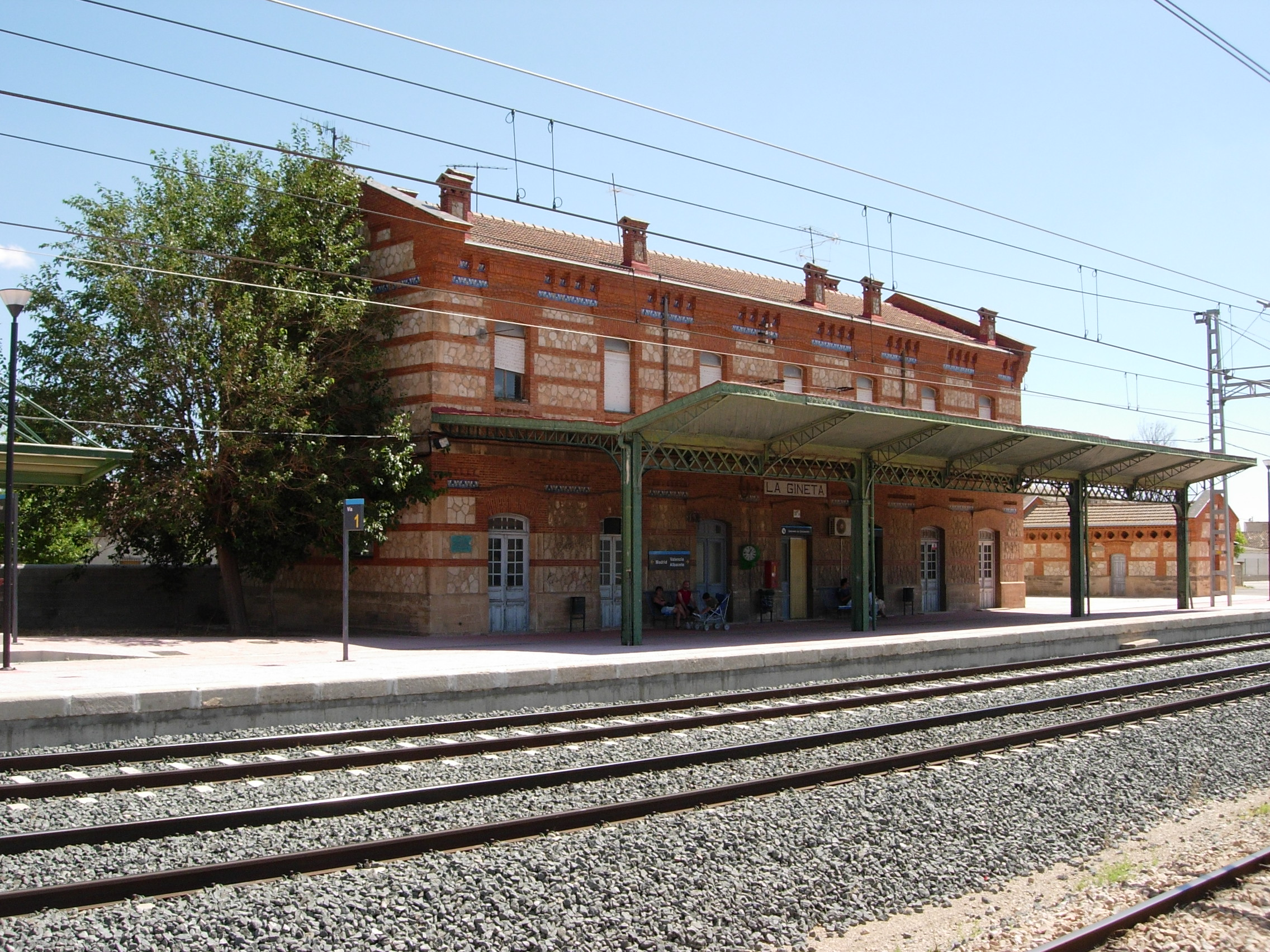
Estación del ferrocarril de La Gineta

Aunque eminentemente agrícola, con cultivos de secano (en su día eran famosas las lentejas de La Gineta) y también de regadío extensivo, en esta población se desarrolló desde la segunda mitad del siglo XX una actividad industrial basada en la fabricación de sillas gracias al empresario olleriense Juan García Rausell, quien sabe su oficio gracias a su padre que era también fabricante de sillas. En agradecimiento, en 1972 se le rindió un homenaje. En principio las sillas fabricadas en La Gineta eran las típicas de taberna con madera corriente y asientos de anea. Posteriormente, otros talleres diversificaron la producción incluyendo muebles más elaborados.
La proliferación de fábricas en las siguientes décadas aportó un considerable nivel económico al dar ocupación a la mano de obra necesaria. Igualmente, la implantación de cultivos de regadío ha tenido reflejo en el nivel de vida de sus habitantes. Estos cultivos extensivos de regadío forman unos característicos círculos regados por aspersión para la producción de cereales y otros cultivos.
En la actualidad existen algunas otras actividades económicas, lo que ha motivado la creación de polígonos industriales (Torobizco y Garysol), todo ello favorecido por la privilegiada situación del municipio junto a vías de comunicación principales, como la autovía de Alicante (A-31) y la cercanía a la capital provincial.

## Administración
| Periodo   | Nombre                                                                         | Partido                                      |
| --------- | ------------------------------------------------------------------------------ | -------------------------------------------- |
| 1979-1983 | Zoilo Mondéjar Medrano                                                         | UCD                                          |
| 1983-1987 | Enrique Pardo López                                                            | PSOE                                         |
| 1987-1991 | Marcial Hidalgo Ambrona                                                        | PP                                           |
| 1991-1995 | Enrique Pardo López                                                            | PSOE                                         |
| 1995-1999 | Enrique Pardo López                                                            | PSOE                                         |
| 1999-2003 | Enrique Pardo López                                                            | PSOE                                         |
| 2003-2007 | Antonio Belmonte Moraga                                                        | PSOE                                         |
| 2007-2011 | Antonio Belmonte Moraga                                                        | PSOE                                         |
| 2011-2015 | José Paulino Lozano Sevilla (2011-2013) Patricia Pilar Denia Gómez (2013-2015) | Partido Independiente por Albacete (PIPA) PP |
| 2015-2019 | Antonio Belmonte Moraga                                                        | PSOE                                         |
| 2019-2023 | Antonio Belmonte Moraga                                                        | PSOE                                         |
| 2023-act. | José Sánchez Plaza                                                             | PSOE                                         |

## Patrimonio

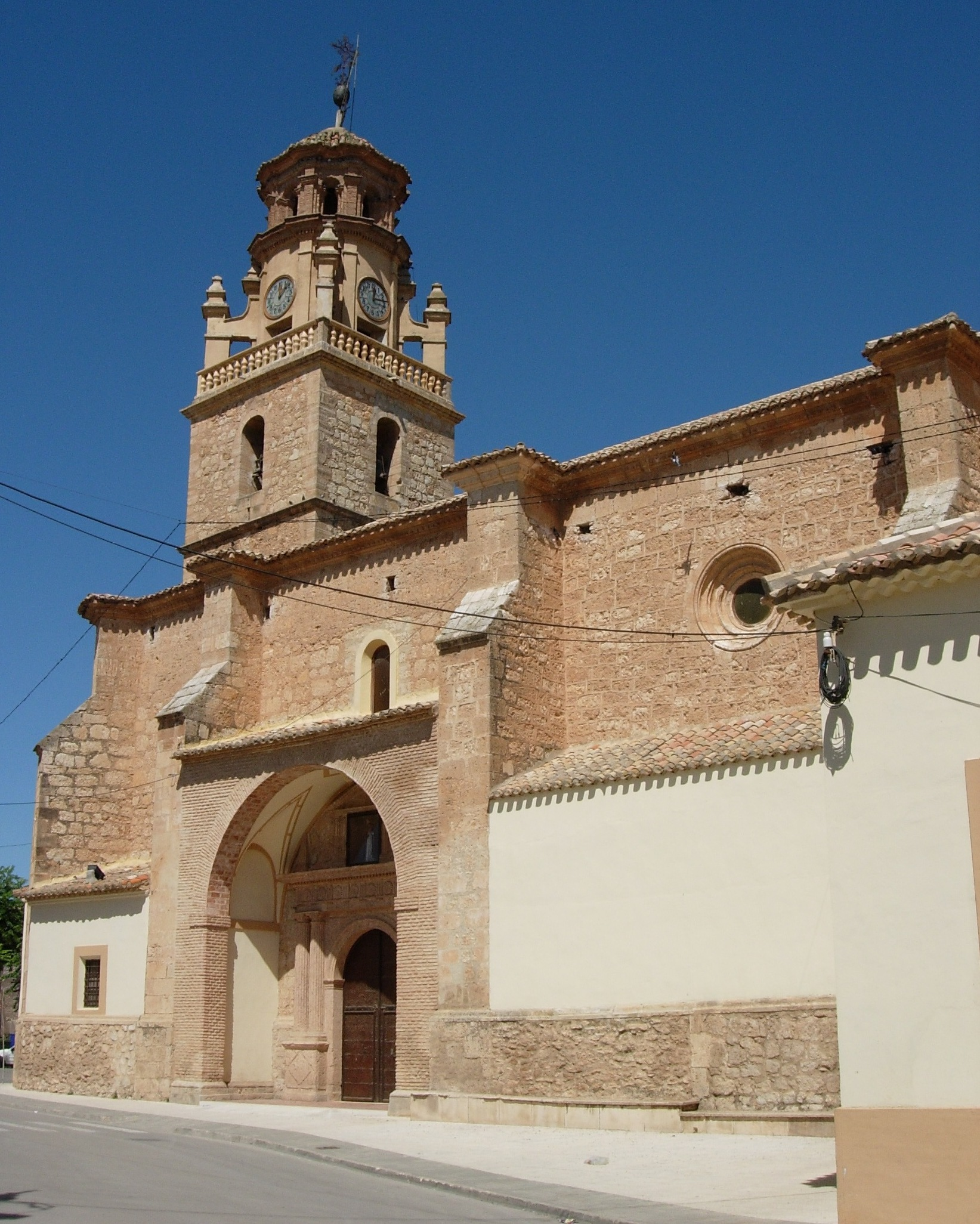
Iglesia de San Martín

El edificio más significativo de La Gineta es su torre e iglesia de San Martín, de estilo gótico y de principios del siglo XVI.
También se conserva algunos escudos heráldicos en ciertas fachadas de antiguas casonas.

### Camino de Santiago de Levante
Desde finales del siglo XX fueron adquiriendo gran importancia la difusión de los diferentes Caminos de Santiago que atraviesan la provincia de Albacete, entre ellos el denominado Camino de Santiago de Levante. Este camino une la ciudad de Valencia con la de Zamora, donde se une con la Ruta Jacobea de la Plata, y recorre la provincia de Albacete desde Almansa hasta Minaya, pasando también por los términos municipales de Higueruela, Hoya-Gonzalo, Chinchilla de Monte-Aragón, Albacete, La Gineta y La Roda.